# Tineg
Tineg é um município de  segunda classe de renda municipal (d) na província Abra, nas Filipinas. De acordo com o censo de 1 de maio  de  2020 possui uma população de 4 977 pessoas e 875 domicílios.